# Друга влада Атанасија Шоле
Друга влада Анастасија Шоле је била Земаљска влада покрајине Босна и Херцеговина у Краљевини СХС. Формирана је 31. јануара 1919. и трајала је до 11. јула 1921. године.

## Састав Владе
| Функција         | Слика | Име и презиме  | Странка | Детаљи |
| ---------------- | ----- | -------------- | ------- | ------ |
| Председник владе |       | Атанасије Шола |         |        |
| повереници       |       |                |         |        |